# Katholieke Vlaamsche Landsbond
Katholieke Vlaamsche Landsbond was een federatie van katholieke en Vlaamse arrondissementsbonden.

## Geschiedenis
In 1891 werd, onder de naam Vlaamsche Katholieke Landsbond een eerste overkoepelende organisatie van katholieke flaminganten opgericht. De hoofdbedoeling van de oprichters, behorende tot de middenstand, was erkenning te verkrijgen binnen de katholieke partij. Nog voor de Eerste Wereldoorlog was deze landsbond bijna uitgestorven.
In 1919 werd een nieuwe Landsbond opgericht, onder impuls van Frans Van Cauwelaert. De stichters waren: Frans Van Cauwelaert en Alfons Van de Perre (provincie Antwerpen), Gustave Sap en Lodewijk Scharpé (provincie West-Vlaanderen), Norbert Gijsen en Theodoor Van Tichelen (provincie Brabant), priester Clysters en Jules Van Caenegem (provincie Limburg) en Paul Orban en Edmond Rubbens (provincie Oost-Vlaanderen). Een hoofdbestuur met zestig leden werd aangesteld, met onder hen de belangrijkste leiders van de sociale organisaties.
De KVL werd een belangrijke drukkingsgroep met aanzienlijke invloed. De opeenvolgende voorzitters waren:
- Frans Van Cauwelaert (1919-1925)
- Albert Bouweraerts (1925-1964).

In de loop van de jaren verminderde de daadkracht en derhalve ook de invloed van de landsbond. De werking werd vanaf 1938 op een laag pitje geplaatst.
Pas in 1947 werd een poging tot herleving ondernomen.
In 1950 kwam het tot een samenwerking met de pas opgerichte Vlaamse Volksbond maar het succes bleef uit.
In 1954 werd door ondervoorzitter Leo Lindemans een nieuwe poging tot herleven ondernomen. De respons was niet groot en de vereniging doofde uit.